# Nowogród
Nowogródⓘ é um município no nordeste da Polônia. Pertence à voivodia da Podláquia, no condado de Łomża. É a sede da comuna urbano-rural de Nowogród, no rio Narew, a cerca de 15 km de Łomża.
Embora o Nowogród de hoje esteja localizado em uma colina, o assentamento original estava localizado na confluência dos rios Narew e Pisa, que hoje constituem rotas de canoagem, ligando a bacia do rio Vístula aos Grandes Lagos masurianos.
Há uma igreja no município, a qual é a sede da paróquia da Natividade da Virgem Maria.
Estende-se por uma área de 20,6 km², com 2 093 habitantes, segundo o censo de 31 de dezembro de 2024, com uma densidade populacional de 102 hab./km².

## História

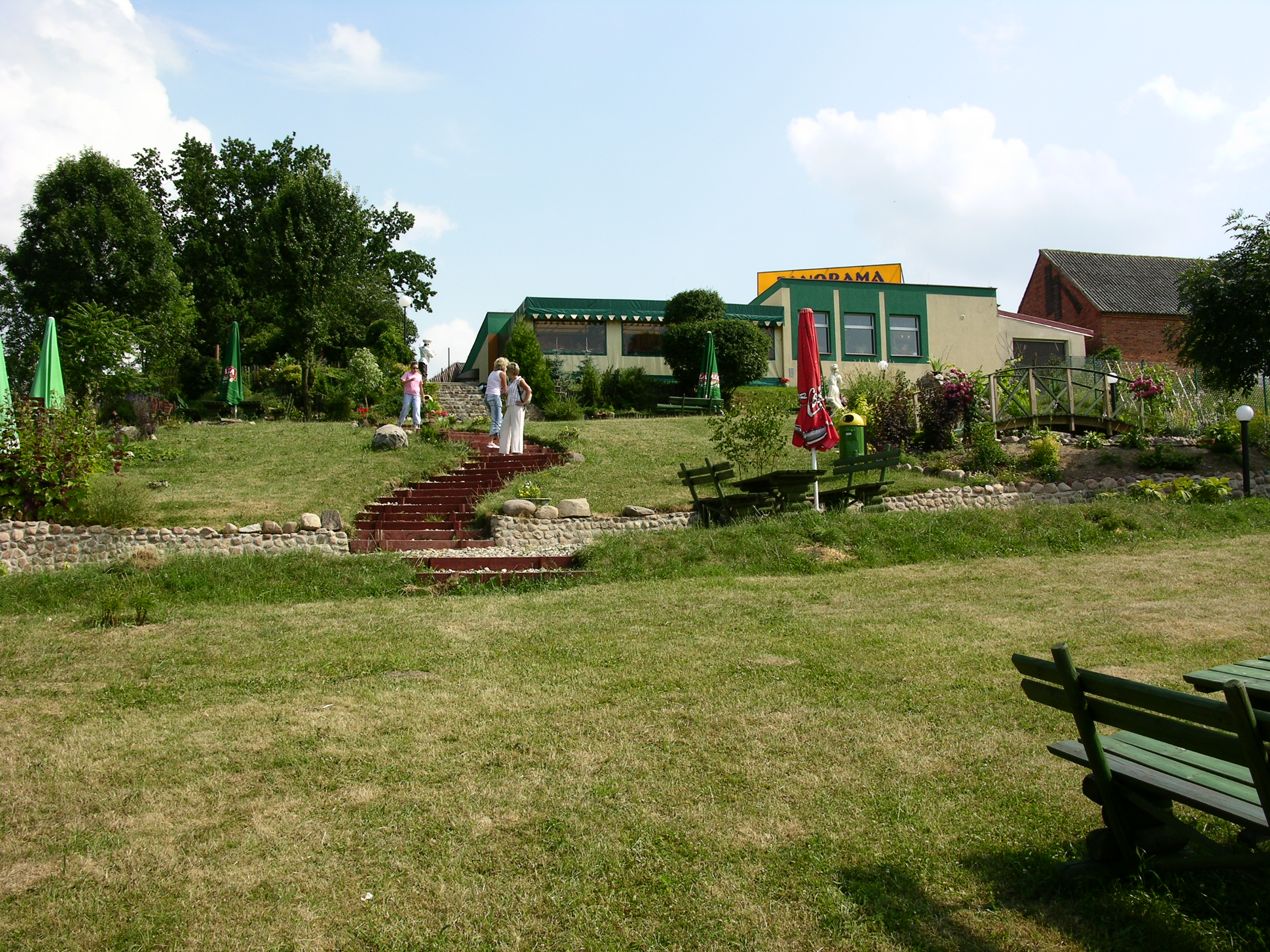
Antigo restaurante Panorama em Nowogród, hoje sob o nome de Jardins Suspensos no Rio Narew

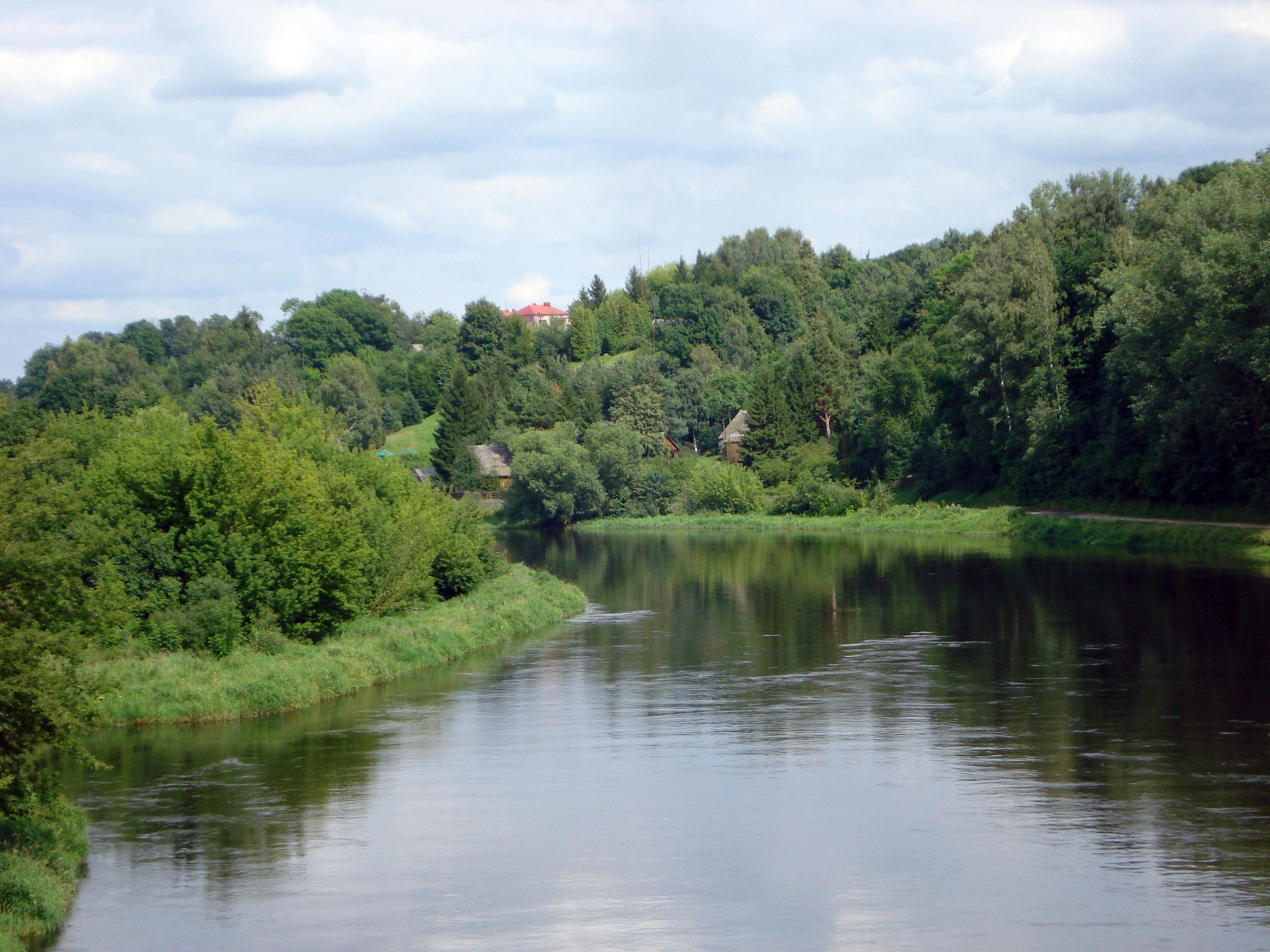
Nowogród, vista da ponte do museu ao ar livre Kurpie

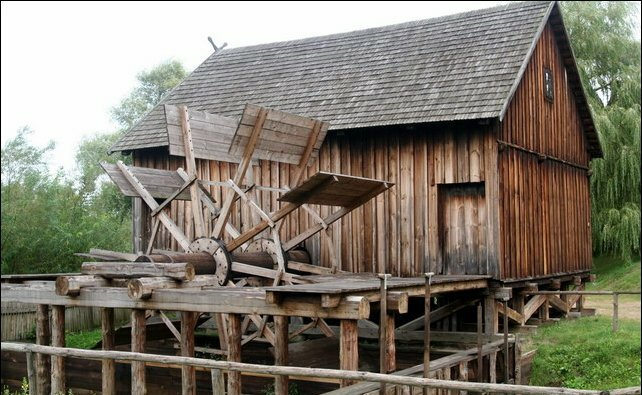
Moinho de água — Museu a céu aberto Adam Chętnik

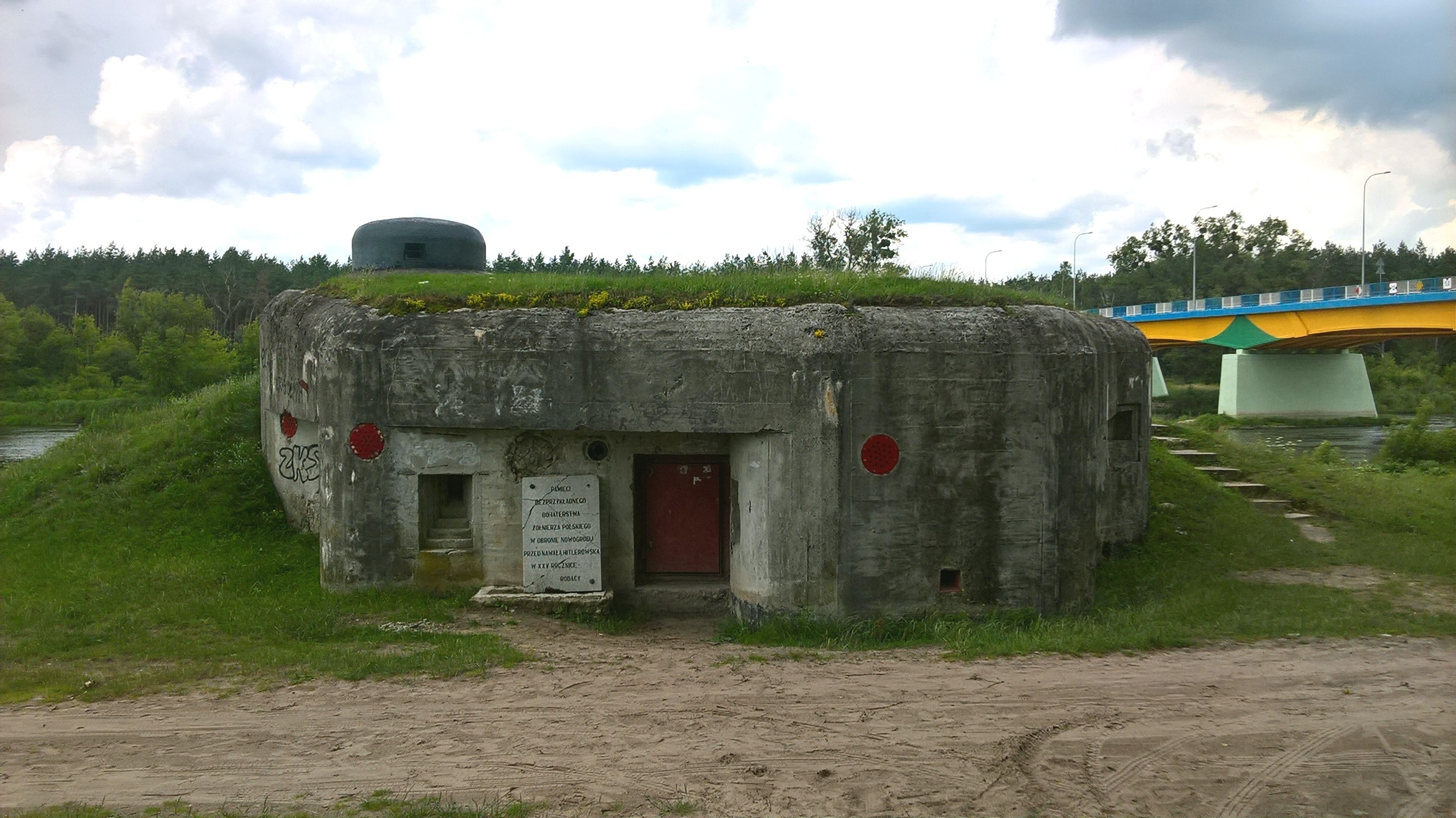
Búnquer L na ponte rodoviária no rio Narew

No século IX, a primeira fortaleza defensiva foi construída nas bifurcações dos rios Pisa e Narew, que existiu até o século XII. A primeira fortaleza está localizada do outro lado do rio Narew em relação a Nowogród de hoje, à esquerda da foz do Pisa. No lugar do castro foram descobertas relíquias das muralhas e torres do antigo solar defensivo, pontas de flechas e machados de batalha. No século XIII, na margem alta do Narew, onde hoje existe um museu ao ar livre, foi construída uma nova fortaleza com fortificações de madeira e terra.
Os primeiros registros escritos de Nowogród datam de 27 de dezembro de 1355. Dizem que o rei Casimiro, o Grande concedeu a terra de Varsóvia a Siemowit III. O selo de Nowogród vem de 1320, o que é um testemunho da existência de uma castelania. O selo traz a imagem de três torres de tijolos com portão aberto e a inscrição latina Signum Novogrodensis. De Siemowit III, em 1375, seu filho Janusz I, o Velho, recebeu Nowogród. Ele construiu um castelo de pedra para substituir o castelo de madeira do castelão, que havia sido incendiado duas vezes antes, e foi dele que Nowogród recebeu o foral da cidade em 1427.
Nowogród recebeu direitos de cidade em 1427, perdeu-os em 1869 e, depois, com a independência da Polônia, eles foram restaurados. No período pré-partição, a cidade era a sede da castelania e um dos assentamentos mais importantes da região de Łomża e de toda a Mazóvia. A cidade real da Coroa do Reino da Polônia na voivodia da Mazóvia. Havia também um tribunal de caçadores de mel em Nowogród.
No século XVI, a cidade tornou-se um importante centro de artesanato e comércio, exportando grãos, produtos florestais e ferro das ferrarias próximas. No século XVII foi sede do starosta e do tribunal de caçadores do mel. Em 1794, durante a Revolta de Kościuszko, a cidade era um dos pontos de defesa poloneses na linha do rio Narew. Durante a Revolta de Novembro, uma batalha ocorreu na cidade e seus arredores, durante a qual as tropas polonesas atacaram a guarnição russa estacionada na cidade.
Durante a Primeira Guerra Mundial, houve uma frente russo-alemã no Narew, perto de Nowogród, por 3 meses, o que causou sérios danos à cidade.
Após a eclosão da Segunda Guerra Mundial, a cidade foi palco de combates ferozes como parte da campanha de setembro. A defesa foi utilizada, nomeadamente, búnqueres de combate, construídos no verão de 1939 nos limites da cidade e áreas adjacentes (seção Nowogród-Szablak).
A comunidade judaica tinha uma sinagoga e uma escola na cidade. Provavelmente uma escola primária à qual meninos judeus de três ou cinco anos eram enviados. A sinagoga foi construída no final do século XVIII. Era um prédio de madeira. Em setembro de 1939, foi destruído. A escola estava localizada na Praça do Mercado. Após a guerra, o prédio foi usado para fins educacionais, atualmente está vazio.
Durante as batalhas travadas entre 10 e 14 de setembro de 1944 pelo Exército Vermelho e as tropas alemãs, os edifícios de Nowogród foram completamente destruídos. A captura da cidade pelos soldados do Exército Vermelho encerrou a ocupação alemã que durou cinco anos.
Em 1978, a vila foi agraciada pelos serviços na guerra defensiva de 1939 com a Ordem da Cruz de Grunwald, 3.ª classe.
Nos anos 1975–1998 a cidade pertenceu administrativamente à voivodia de Łomża. Segundo dados de 1 de janeiro de 2018, Nowogród tinha 2 173 habitantes.
Em Nowogród existe uma escola secundária, Papa João Paulo II e a Escola primária, cujo patrono é o fundador do museu local ao ar livre de Kurpie — Adam Chętnik.

## Demografia
Conforme os dados do Escritório Central de Estatística da Polônia (GUS) de 31 de dezembro de 2024, Nowogród é uma cidade muito pequena com uma população de 2 093 habitantes (29.º lugar na voivodia da Podláquia e 853.º na Polônia), tem uma área de 20,6 km² (18.º lugar na voivodia da Podláquia e 295.º lugar na Polônia) e uma densidade populacional de 102 hab./km² (35.º lugar na voivodia da Podláquia e 970.º lugar na Polônia). Nos anos 2002–2024, o número de habitantes aumentou 4,0%.
Os habitantes de Nowogród constituem cerca de 4,22% da população do condado de Łomża, constituindo 0,18% da população da voivodia da Podláquia.
| Descrição                         | Total      | Total    | Mulheres   | Mulheres | Homens     | Homens   |
| --------------------------------- | ---------- | -------- | ---------- | -------- | ---------- | -------- |
| unidade                           | habitantes | %        | habitantes | %        | habitantes | %        |
| população                         | 2 093      | 100      | 1 072      | 51,2     | 1 021      | 48,8     |
| superfície                        | 20,6 km²   | 20,6 km² | 20,6 km²   | 20,6 km² | 20,6 km²   | 20,6 km² |
| densidade populacional (hab./km²) | 102        | 102      | 52,2       | 52,2     | 49,8       | 49,8     |

- Segundo o Censo Geral de 1921, a vila era habitada por 1 856 pessoas, 1 294 eram católicas, 43 ortodoxas, 5 evangélicas e 514 judeus. Ao mesmo tempo, 1 310 habitantes declararam nacionalidade polonesa, 42 russos, 502 judeus, 1 lituano e 1 ruteno. Havia 297 edifícios residenciais.[13]
- Em 1937, viviam aqui 260 agricultores, 60 comerciantes, 15 carpinteiros, 17 sapateiros, 6 moleiros e também havia 34 lojas.

## Monumentos históricos

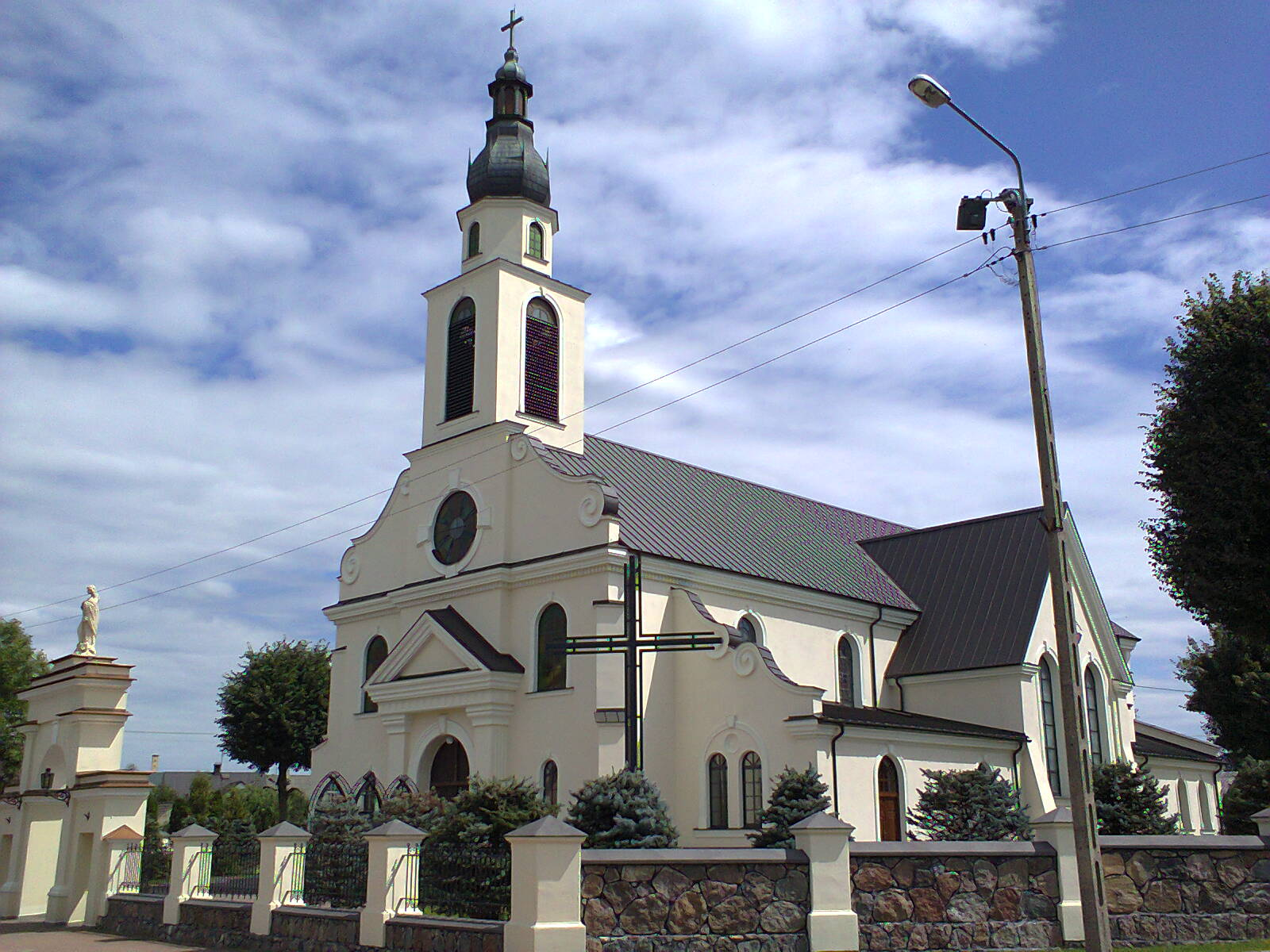
Igreja da Natividade da Bem-Aventurada Virgem Maria

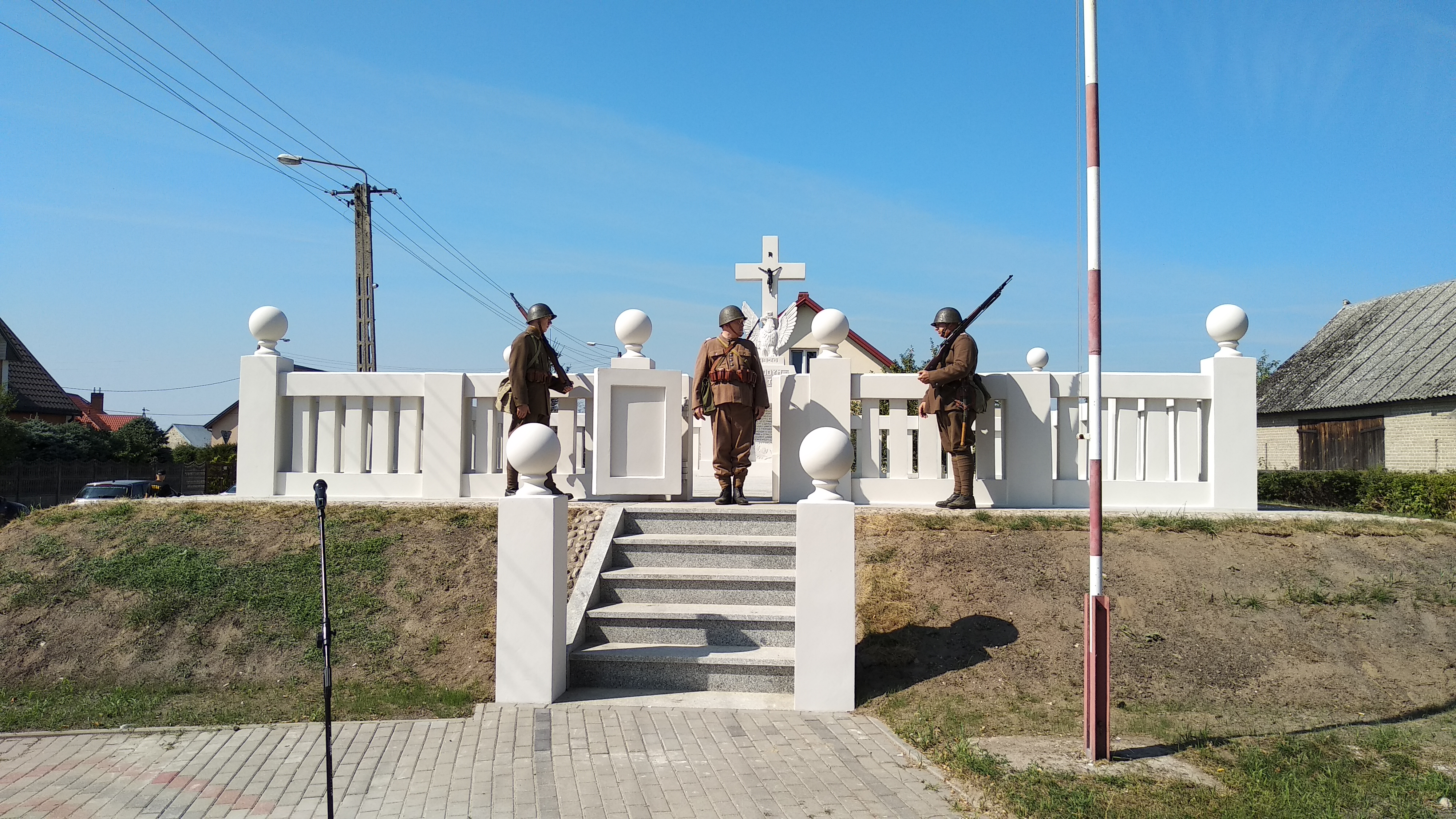
Guarda de honra das Forças Armadas polonesas da Segunda República da Polônia em frente ao cemitério de guerra de 1920 — Monumento aos Jovens Heróis de 1920

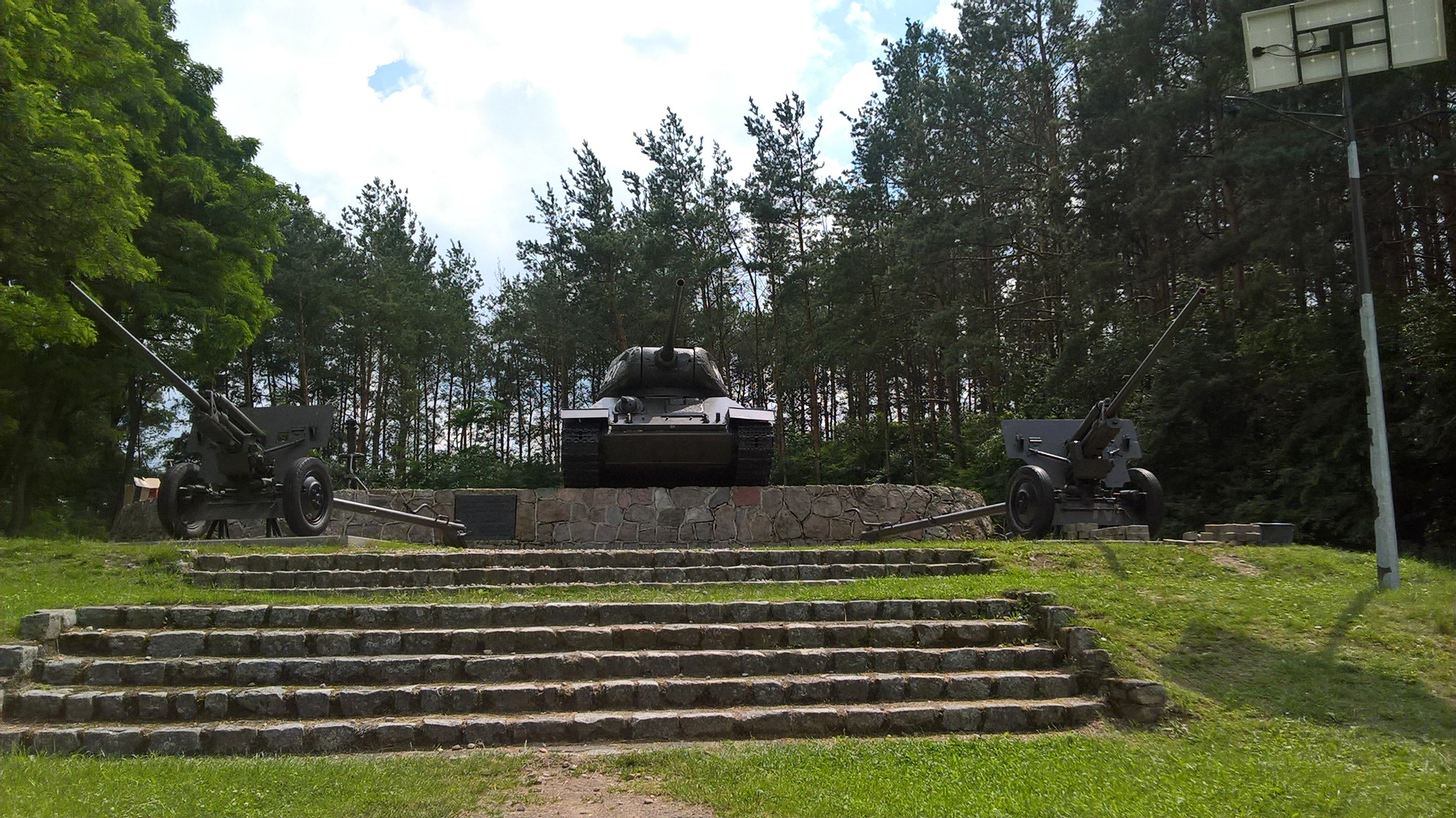
Monumento em homenagem aos que morreram na luta contra o fascismo alemão em Nowogród

- Castelo — durante o reinado do rei da Polônia, Casimiro, o Grande, um castelo de tijolos foi construído na colina de Ziemowita, uma das mais antigas da região. Escavações arqueológicas mostraram que o castelo ficava em frente à casa senhorial, que fica agora no museu ao ar livre, e estava separado da cidade por um fosso. No talude do antigo baluarte deste local, foram revelados em 1969 os vestígios de um edifício com abside poligonal e fundações para um grande guarda-roupa de altar, sendo presumivelmente os vestígios da igreja de madeira de Santa Bárbara, existindo do século XIV ao XVII.
- Museu a céu aberto Kurpie, Adam Chętnik — é um edifício em Nowogród, apresentando arquitetura Kurpie — um grupo etnográfico da população polonesa — (geralmente no século XIX). Este museu a céu aberto foi fundado em 1927 por um etnógrafo e ativista social — Adam Chętnik. Embora muitas coleções tenham sido danificadas ou saqueadas durante a última guerra, Adam Chętnik esforçou para reconstruir o museu a céu aberto e aumentar o número de exposições lá. Atualmente, o museu Kurpie, com caráter de parque etnográfico, apresenta os valores arquitetônicos de cerca de 3 000 objetos das áreas circundantes.[14]
- Igreja da Natividade da Virgem Maria — histórica, de tijolos, originalmente do século XV. Ao longo dos anos, foi reconstruída muitas vezes após incêndios e danos de guerra. Após o fim da última guerra, foi reconstruída nos anos 1946–1956  graças aos esforços dos párocos: padre Stanisław Prószyński e Stanisław Miklaszewicz. Nos anos 1980–1982, o interior da igreja era policromado, os sinos foram instalados e as torres foram reconstruídas.
- Presbitério — de tijolos, junto à igreja; foi construído em 1882 graças aos esforços do então pároco, padre W. Sienkiewicz. O prédio da reitoria também está listado no registro de prédios históricos. A poucas centenas de metros da igreja existe um cemitério paroquial (2,8 hectares) com portão e 4 lápides de importância histórica de 1850.
- Cemitério de guerra de soldados poloneses — a partir de 1920; ele está localizado na parte noroeste de Nowogród, em um bosque na rua Sikorski. A área do cemitério de guerra é delimitada por postes de concreto embutidos.
- Monumento aos Jovens Heróis de 1920 — está localizado na rua Miastkowska. Tem a forma de um monte delimitado por uma cerca de concreto. Sobre o montículo encontra-se um monumento em concreto com uma placa encimada por uma cruz e a figura de uma águia branca. A placa comemorativa mostra os nomes de 42 soldados. Trinta e quatro soldados poloneses desconhecidos também foram enterrados no túmulo.[15] O monumento foi erguido em 1923 para comemorar a heroica defesa de Nowogród e Miastkowo pelos soldados de 205 regimentos de infantaria voluntários que morreram na luta contra o corpo de cavalaria soviético Gaia.[16]
- Castro em forma de cone chamado “Górki”, localizado na fronteira de Nowogród e a aldeia de Jankowo-Młodzianowo. Do século XIII ao XIV, existia uma torre de cavaleiro de madeira rodeada por uma paliçada. A fortaleza era defendida pela travessia do rio Narew. O arqueólogo Tadeusz Żurowski realizou pesquisas sobre ele em 1967.
- Assentamento “Kępa” no estuário do rio Pisa até o rio Narew. O promontório triangular, elevado cerca de 3-4 m acima do nível da água, é cortado do continente por uma vala semicircular a uma distância de 40 m e cercada por um aterro a uma distância de 90 m.
- Cemitério judaico na colina no final da rua Poległych.